# Juan Fabila Mendoza
Juan Fabila Mendoza (Città del Messico, 5 giugno 1944) è un ex pugile messicano.

## Palmarès

### Olimpiadi
- 1 medaglia:
  - 1 bronzo (Tokyo 1964 nei pesi gallo)